# Iluminati
Iluminati so domnevna tajna združba, ki se ji v različnih teorijah o svetovnih zarotah pripisuje, da bodisi neposredno, bodisi podtalno obvladuje ves svet visoke politike, celotnega bančništva, industrije zabave in množičnih občil. Poleg tega pa naj bi imela v lasti velik del strateških surovin in najbolj donosnih vej gospodarstva (kot so prehrambena, računalniška, farmacevtska, letalska in orožarska industrija). 

## Zgodovina
V zgodovinskem pomenu se izraz nanaša na bavarske iluminate, v resnici obstoječo tajno združbo, ki jo je 1. maja leta 1776 v Ingolstadtu ustanovil Johann Adam Weishaupt. Bil je židovskega porekla, a vzgojen v katoliški veri in profesor cerkvenega (kanonskega) prava ingolstadske univerze (to mesto je zasedal pred njim že njegov oče). Iluminati so v samo desetih letih svojega legalnega obstoja pritegnili mnoge intelektualce ter razsvetljenske politike, nazadnje pa so zaradi notranjih sporov razpadli. Bili so uradno prepovedani 2. marca 1785 z odlokom bavarskega vladarja, volilnega kneza Karla Teodorja, ki je prepovedal vse tajne združbe. Vsi člani iluminatov (z Weishauptom vred) in tudi prostozidarjev, so bili prisiljeni zapustiti Bavarsko in oditi v inozemstvo. 
Med prve iluminate so sprejemali samo skrbno izbrane posameznike ilegalnih vitezov templjarjev, vrha prostozidarjev (od njih so povzeli tudi nekaj simbolov in obredov in obratno), nekaj predstavnikov leta 1773 ukinjenih jezuitov, vplivne kronane glave in večje intelektualce tedanjega časa.
Notranja struktura iluminatov je bila že od začetka piramidna (to nakazuje že piramida z "vsevidnim očesom" in na osnovnici z rimskimi številkami napisano ustanovno letnico 1776 - glej desno), s strogo vertikalno povezavo (absolutno nobenih horizontal), vse zaradi največje možne konspiracije. Zelo verjetno je povzeta po vzoru izmailitov Hasana Ben Ibn As Sabaha ("starca z gore" Alamut).

## Sedanjost
Danes naj bi bila ta skupina ljudi sestavljena iz več podskupin, ki se deloma tudi prekrivajo: iz največjih industrialcev, naftarjev in bankirjev; iz notranjega kroga prostozidarskih in podobnih lož; iz prodornih političnih povzpetnikov; iz skrbno izbranih pripadnikov intelektualnih elit; iz visoke duhovščine (tudi islamske) in pomembnih predstavnikov tistih totalitarno mislečih redovnih družb, ki se imajo za božje bojevnike. Izraz iluminati se nanaša na to, da se imajo pripadniki teh skupin za razsvetljen(c)e, torej za tiste, ki imajo v posesti resnično razumevanje in znanje tega sveta od pradavnine do danes.
Posamezniki oz. skupine, ki spadajo med iluminate, naj bi tako po mnenju zagovornikov teorije zarot o iluminatih, neposredno ali posredno (iz ozadja) vplivali na večino usodnih zgodovinskh dogodkov (npr. vojne, revolucije (tudi francosko), velike gospodarske, politične in finančne krize, izbiro papežev in vsesplošno vmešavanje v politiko), usmerjali delovanje religij (favorizirajo islam) in izobraževalnega sistema. Prikrivali naj bi dejansko resnico o različnih zgodovinskih, političnih, vojaških in drugih dogodkih, itn. Vse z namenom vzpostavitve t. i. Novus Ordo Seclorum (»novega svetovnega reda«) - glej hrbtno stran (reverz) enodolarskega bankovca ZDA in seveda All Seeing Eye ("vsevidno oko" - ali tudi "Big Brother is watching you!").

## V popularni kulturi
Iluminati se pogosto pojavljajo v sodobnem filmu in književnosti, vendar so njihove upodobitve več ali manj plod domišljije avtorjev. Eno najbolj znanih del, kjer iluminati igrajo ključno vlogo, je knjiga Dana Browna Angeli in demoni, po kateri je bil leta 2009 posnet tudi film.